# Contea autonoma tagica di Tashkurgan
La contea autonoma tagica di Tashkurgan chiamata anche (Tashkorgan, Taxkorgan, Taj Qurghan, etc.) è una contea della prefettura di Kashgar che fa parte della Regione autonoma uigura dello Xinjiang in Cina.

## Geografia fisica

### Territorio
Il territorio occupa la parte orientale dell'altopiano del Pamir, dove le catene montuose del Kunlun, Kara Kunlun, Hindukush, Tian Shan e Karakorum si uniscono, ai confini con l'Afghanistan (Wakhan), il Tagikistan (Gorno-Badakhshan) e il Kashmir (Gilgit-Baltistan).
Capoluogo è la città di Tashkurgan.

### Clima
La temperatura media è di 3.3 °C, con massime estive di 32 °C e minime invernali di circa -39 °C; media di precipitazioni atmosferiche è di 68,3 mm.

## Popolazione
Al 1995 la popolazione totale della contea è di 27,800; tra questi, l'84% è Tagico, il 4% Han ed il 12% di altre nazionalità.

## Storia
Durante la dinastia Han, il Tashkurgan era conosciuto come Puli (Púlí 蒲犁); nella dinastia Tang era protettorato dei Parti, nella dinastia Yuan era parte del Chagatai. La provincia autonoma è stata creata nel 1954 ed è parte del distretto di Kashgar.

## Infrastrutture e trasporti
La regione è servita dalla strada del Karakorum, che attraversa Tashkurgan.

## Località
| Convenzionale | Sarikoli (in IPA) | Uiguro (K̢ona Yezik̢) | Uiguro (Yenɡi Yezik̢) | Cinese     | Pinyin        |
| ------------- | ----------------- | ------------------- | -------------------- | ---------- | ------------- |
| Tashkurgan    | tɔʃqyrʁɔn         | تاشقۇرغان           | Taxk̡urƣan            | 塔什库尔干 | Tǎshìkù'ěrgàn |
| Tagarma       | taʁarmi           | تاغارما             | Taƣarma              | 塔合曼鄉   | Tǎhémàn       |
| Tiznap        | tiznef            | تىزناپ              | Tiznap               | 提孜那甫   | Tízīnàfǔ      |
| Dafdar        | ðavðɔr            | دەفتەر              | Defter               | 达佈达尔   | Dábùdá'ĕr     |
| Weqa          | watʃa             | ۋەچە                | Weqe                 | 瓦恰       | Wǎqià         |
| Baldir        | baldir            | بەلدىر              | baldir               | 班迪尔     | Bāndí'ĕr      |
| Maryang       | marjɔŋ            | مارياڭ              | Maryang              | 马尔洋     | Mǎ'ĕryáng     |
| Burumsal      | bryŋsol           | بۇرۇمسال            | Burumsal             | 布倫木沙鄉 | Bùlúnmùshā    |
| Datong        | tyŋ               | داتۇڭ               | Datung               | 大同鄉     | Dàtóng        |
| Koguxluk      | quʁuʃluʁ          | قوغۇشلۇق            | K̡oƣuxluk̡             | 库克西力克 | Kùkèxīlìkè    |
| Mazar         | mazur mutʃaŋ      | مازار               | Mazar                | 麻扎       | Mázhā         |
|               | mulin tʃaŋ        |                     |                      |            |               |